# Fritz Landvogt
Fritz Landvogt (* 1764; † 20. Februar 1816) war ein deutscher Beamter.
Landvogt war der Sohn des Amtsvogt im Oberamt Haselstein Philipp Ignaz Landvogt. Anton Landvogt war sein Bruder. Er studierte Rechtswissenschaften und wurde am 3. Februar 1794 Amtsadvokat (Amtsprokurator) in den Ämtern Burghaun, Fürsteneck und Mackenzell. Im Jahr 1796 war er zusätzlich Verwalter (Offiziant) des Kollegiatstifts Rasdorf und 1800 Beamter der Propstei Zella. Am 8. Januar 1803 wurde er Amtsvogt im Oberamt Blankenau. Am 22. Mai 1805 wurde er Amtsvogt des – um Blankenau und Herbstein erweiterten – Amtes Großenlüder. Im Jahr 1811 tauschte er seine Funktion mit dem bisherigen Distrikts-Maire (Amtmann) Linck in Hünfeld. Nach der verlorenen Völkerschlacht bei Leipzig beherbergte er am 27./28. Oktober 1813 Kaiser Napoleon bei dessen Durchreise im Amtshaus in Hünfeld.